# Delia Colmenares
Delia Colmenares Herrera (Piura, 1887-1968) fue una periodista y escritora peruana.

## Biografía
Nació en la ciudad de Piura en 1887. Trabajó como periodista en la revista Lulú y posteriormente en el diario La Prensa.
Con un estilo vanguardista y cercano al modernismo, escribió obras de teatro como La fuerza del amor y La mecanógrafa Teresa Vernier. También incursionó en la poesía, publicando los poemarios Iniciación, Meteoro: versos y Colapsos, y en la narración ficcionada, con las novelas Epistolario del soldado desconocido. 1879-1883 y Confesiones de Dorish Dam. Esta última resultó ser la novela lésbica fundacional de la literatura peruana.

## Obras

### Teatro
- La fuerza del amor
- La mecanógrafa Teresa Vernier

### Poemarios
- Iniciación
- Meteoro: versos
- Colapsos

### Novelas
- Epistolario del soldado desconocido. 1879-1883
- Confesiones de Dorish Dam